# 始鏡猴科
始鏡猴科（学名：Omomyidae）是5500-3400萬年前始新世已滅絕的靈長目。始鏡猴科的化石於北美洲、歐洲、亞洲及非洲都有發現。始鏡猴科是始新世分佈在全北區的兩類靈長目之一，另一類則是兔猴科。始鏡猴科及兔猴科於始新世的北美洲、歐洲及亞洲突然出現。
始鏡猴科的特徵包括有大的眼眶、短的吻突、沒有前面的前臼齒、適合吃昆蟲或果實的頰齒、及相對細小的體型。但是到了始新世末期，一些北美洲始鏡猴科體型開始膨脹，重於1公斤，並且吃果實及樹葉。梯吐猴屬、尼古魯猴屬及小鼠猴屬的大眼眶顯示牠們是夜間活動的。於始新世末期德克薩斯州的Rooneyia的眼眶很小，估計牠們是日間活動的。
始鏡猴科有可以抓住東西的手及腳，手指及腳趾有指甲而沒有爪。始鏡猴科的顱後骨骼顯示牠們是棲於樹上的。當中的尼古魯猴屬的脛骨及腓骨像現今的眼鏡猴般是融合的，可見牠們經常跳躍。其他的始鏡猴科都缺乏了跳躍的適應性，與現今的鼠狐猴屬及鼠狐猴屬相似。
始鏡猴科的分類及演化歷史被受爭議。很多學者都指始鏡猴科是簡鼻亞目的基底、跗猴型下目基底或與兔猴科相近的靈長目基底。另外，始鏡猴科的原始骨骼特徵，難於與現今的生物拉上關係。例如始鏡猴科缺乏了現今簡鼻亞目的多種骨骼特徵，如縮小了的鐙骨肌內頸動脈、並翼蝶骨及顴骨互接等。始鏡猴科亦在上中門齒間有空隙，估計牠們有鼻鏡及人中，將液體輸送至犁鼻器。始鏡猴科亦缺乏了大部份眼睛猴的特徵，如特大的眼眶及極度適合跳躍的顱後結構。在其他方面，始鏡猴科在靈長目中是獨立演化的。

## 分類
- 始鏡猴科（Omomyidae）
  - Ekgmowechashala Macdonald, 1963[1]
  - Altanius
  - 阿特拉斯猴屬（Altiatlasius）
  - Kohatius
  - 懸猴亞科（Anaptomorphinae）
    - 族 Trogolemurini
      - Trogolemur Matthew, 1909
      - Sphacorhysis Gunnell, 1995

    - 族 Anaptomorphini
      - Arapahovius Savage & Waters, 1978
      - Tatmanius Bown & Rose, 1991
      - 德氏猴屬（Teilhardina）
      - Anemorhysis Gazin, 1958
      - Chlororhysis Gazin, 1958
      - 梯吐猴屬（Tetonius）
      - Pseudotetonius
      - Absarokius
      - 懸猴屬Anaptomorphus
      - Aycrossia
      - Strigorhysis
      - Mckennamorphus
      - Gazinius

  - 小鼠猴亞科（Microchoerinae）
    - Nannopithex
    - Pseudoloris
    - 尼古魯猴屬（Necrolemur）
    - 小鼠猴屬（Microchoerus）

  - 鼠猴亞科（Omomyinae）
    - Huerfanius
    - Mytonius Robinson, 1968，为Ourayia Gazin, 1958的异名
      - Mytonius williamsae[2]

    - Palaeacodon
    - 族 Rooneyini
      - Rooneyia

    - 族 Steiniini
      - Steinius Bown & Rose, 1984

    - 族 Uintaniini
      - Jemezius Beard, 1987
      - Uintanius

    - 族 Hemiacodontini
      - Hemiacodon

    - 族 Omomyini
      - Chumachius
      - 鼠猴屬（Omomys）

    - 族 Microtarsiini
      - Yaquius
      - Macrotarsius

    - 族 Washakiini
      - Loveina
      - Shoshonius
      - Washakius
      - Dyseolemur

    - 族 Utahiini
      - Asiomomys
      - Utahia
      - Stockia
      - Chipataia
      - Ourayia
      - Wyomomys
      - Ageitodendron

## 外部連結
- 兔猴科及始鏡猴科
- Mikko's Phylogeny page